# Santa Isabel Cholula
Santa Isabel Cholula är en ort i Mexiko.   Den ligger i kommunen Santa Isabel Cholula och delstaten Puebla, i den sydöstra delen av landet, 90 km sydost om huvudstaden Mexico City. Santa Isabel Cholula ligger 2 120 meter över havet och antalet invånare är 1 899.
Terrängen runt Santa Isabel Cholula är kuperad åt sydväst, men åt nordost är den platt. Terrängen runt Santa Isabel Cholula sluttar söderut. Runt Santa Isabel Cholula är det tätbefolkat, med 476 invånare per kvadratkilometer. Närmaste större samhälle är Puebla de Zaragoza, 19,0 km öster om Santa Isabel Cholula. Omgivningarna runt Santa Isabel Cholula är en mosaik av jordbruksmark och naturlig växtlighet.